# Lehener Stadion
Lehener Stadion – nieistniejący już stadion piłkarski w Salzburgu (w dzielnicy Lehen), w Austrii. Istniał w latach 1971–2006. Pod koniec swojego istnienia mógł pomieścić 14 457 widzów. Swoje spotkania rozgrywali na nim piłkarze klubu Austria Salzburg.

## Historia
Klub piłkarski Austria Salzburg powstał w 1933 roku w wyniku fuzji Herthy Salzburg z Rapidem Salzburg. Przed II wojną światową zespół rozgrywał swoje spotkania na boisku znanym jako Austria Platz Lehen, który wcześniej użytkowali zawodnicy Rapidu. Obiekt ten znajdował się nieco na wschód od późniejszego Lehener Stadion, znacznie bliżej rzeki Salzach. W trakcie wojny boisko to zostało zniszczone wskutek bombardowań. Po wojnie zespół na krótko przeniósł się na obiekt w parku im. Franciszka Józefa (Franz-Josefs-Park, późniejszy Volksgarten), po czym powrócił do dzielnicy Lehen na nowe boisko przy Roseggerstraße, znane jako Austria Platz lub Lehener Platz, otwarte 8 czerwca 1947 roku. W latach 60. XX wieku zaczęto dyskutować na temat budowy nowego stadionu dla Austrii Salzburg. Ostatecznie zdecydowano się na budowę nowej areny w miejscu użytkowanego wówczas boiska klubu. Prace przeprowadzono w latach 1969–1971. Koszt budowy wyniósł 38 mln szylingów. Z powodów oszczędnościowych za bramkami powstały jedynie małe, niezadaszone trybuny z miejscami stojącymi. Otwarcia nowego obiektu dokonano 18 września 1971 roku, a na inaugurację Austria Salzburg pokonała drużynę Tunezji 3:2. Podczas budowy piłkarze Austrii Salzburg tymczasowo występowali na ASV Platz w dzielnicy Itzling.
W 1974 roku na obiekcie oddano do użytku sztuczne oświetlenie. Przed rundą wiosenną sezonu 1992/93 zainstalowano krzesełka na trybunie wschodniej, która dotychczas miała wyłącznie miejsca stojące i była siedzibą najzagorzalszych kibiców klubu. Pojemność obiektu została tym samym zredukowana z początkowych 18 000 do niecałych 15 000 miejsc. Później zaczęto myśleć o kompleksowej przebudowie obiektu, a w 1997 roku zadecydowano, że zamiast modernizacji wybudowany zostanie zupełnie nowy stadion w innej lokalizacji. Teren pod budowę nowej areny wybrano poza granicami Salzburga, w miejscowości Wals-Siezenheim. Prace budowlane rozpoczęto 10 października 2001 roku, a otwarcie miało miejsce 8 marca 2003 roku. Ostatni mecz na starym Lehener Stadion Austria Salzburg rozegrała 4 grudnia 2002 roku przeciwko drużynie Sturm Graz (2:1). Obiekt istniał jeszcze przez trzy lata, 20 listopada 2005 roku odbył się na nim festyn podczas którego stadion oficjalnie uznano za zamknięty. W pierwszej połowie 2006 roku dokonano jego rozbiórki, a następnie w jego miejscu wykonano projekt pod nazwą Neue Mitte Lehen, w ramach którego w miejscu zachodniej trybuny powstał nowy budynek biblioteki miejskiej, a w miejscu trybuny wschodniej wybudowano budynek mieszkalno-usługowy mieszczący również centrum dla seniorów. Teren po dawnym boisku pozostawiono jako trawnik, dzięki czemu układ architektoniczny Neue Mitte Lehen nawiązuje do formy dawnej areny piłkarskiej.
W okresie użytkowania obiektu Austria Salzburg trzykrotnie sięgnęła po tytuł mistrza kraju, w sezonach 1993/94, 1994/95 oraz 1996/97. W połowie lat 90. XX wieku klub odnosił także sukcesy na arenie międzynarodowej, w sezonie 1993/94 dochodząc do finału Pucharu UEFA, a rok później grając w fazie grupowej Ligi Mistrzów. Najważniejsze mecze w europejskich pucharach klub rozgrywał jednak na stadionie im. Ernsta Happela w Wiedniu. W latach 1977–1996 dziewięć spotkań na obiekcie rozegrała również reprezentacja Austrii. W swoim pierwszym spotkaniu na tym obiekcie, rozegranym 30 kwietnia 1977 roku przeciwko Malcie w ramach el. do MŚ 1978 Austriacy wygrali 9:0, co jest najwyższym zwycięstwem reprezentacji Austrii w historii (do 21 grudnia 1983 roku była to także najwyższa przegrana w dziejach reprezentacji Malty). Sześć bramek w tamtym spotkaniu zdobył Hans Krankl.